# Зелёная богиня (пьеса)
«Зелёная богиня» — популярная театральная пьеса Уильяма Арчера, поставленная Уинтропом Эймсом в театре Бут в Нью-Йорке в 1921 году. Пьеса была экранизирована в 1923-м (немой фильм «Зелёная богиня») и в 1930-м годах (фильм режиссёра Альфреда Грина «Зелёная богиня»). В 1939 году радиопостановку пьесы провёл Орсон Уэллс, а в 1943-м свою версию снял Дэвид Росс Ледерман ("Приключение в Ираке").
Согласно моде брендинга 1920-х годов по пьесе 1921 года был назван в 1923 году соус Зелёная богиня, а в 1925-м подобное название получил локомотив железной дороги Хус — Дангнесс (графство Кент).

## Актёры и роли
- Арлисс, Джордж в роли Raja of Rukh
- Колман, Рональд в роли священника
- Айван Симпсон в роли Watkins
- Cyril Keightley в роли Dr. Basil Traherne
- David A. Leonard в роли High Priest
- Helen Nowell в роли An Ayah
- Herbert Ransome в роли Lt. Denis Cardew
- Herbert Waring в роли	Major Antony Crespin
- Olive Wyndham в роли Lucilla